# McCormick (Caroline du Sud)
Pour les articles homonymes, voir McCormick.
La ville de McCormick est le siège du comté de McCormick, situé en Caroline du Sud, aux États-Unis.